# Ed io
Ed io è un singolo del cantante italiano Valerio Scanu, pubblicato il 16 marzo 2018 dall'etichetta discografica indipendente NatyLoveYou.

## Il brano
Il brano, è scritto da Simonetta Spiri e Tony Maiello e racconta il legame spirituale, spesso conflittuale tra l'uomo e Dio.

## Video musicale
Il videoclip è stato girato all'interno di una chiesa abbandonata.

## Classifiche

### Posizioni massime
| Classifica (2018) | Posizione massima |
| ----------------- | ----------------- |
| Italia            | 61                |

## Tracce
Download digitale
Testi e musiche di Simonetta Spiri e Tony Maiello.
1. Ed Io – 3:30